# بيمبو (مسلسل)
بيمبو هو مسلسل مصري كوميدي من إخراج عمرو سلامة وبطولة هدى المفتي،أحمد مالك،ويجز، عباس أبو الحسن وطه دسوقي تم عرض أول حلقة للمسلسل على منصة شاهد.نت في 21 ديسمبر 2021.

## نبذه
يبيع بيمبو المخدرات لكي يسدد ديونه بعد أن خسر أمواله في حادث سرقة، ولكنه يتحول لمحقق مبتدئ عندما يبدأ بالبحث في جريمة قتل امرأة واختفاء أخرى.

## طاقم العمل
- هدى المفتي بدور لانا
- أحمد مالك بدور بيمبو
- ويجز بدور جابر
- حسن مالك بدور شادي
- ملك الحسيني بدور جايلان
- محمد لطفي (ممثل) بدور كاش
- عباس أبو الحسن بدور كسباني
- سارة عبد الرحمن بدور مريم
- سينتيا خليفة بدور سونيا